# ريجينا فرانك
ريجينا فرانك (بالألمانية: Regina Frank)‏ هي فنانة أداء ألمانية، ولدت في 1965 في مسكيرش في ألمانيا.